# Buumi
Buumi (nombreuses variantes : Buumy, Bumy, Bumi, etc.) était un titre royal sérère dans les royaumes précoloniaux tels que le royaume du Sine, le royaume du Saloum et auparavant le royaume de Baol, qui font aujourd'hui partie du Sénégal.
Le Buumi a toujours été un membre de la famille royale. Il a été en première ligne pour hériter du trône de la Maad a Sinig (roi du Sine) ou Maad Saloum (roi du Saloum). Dans certains cas, un Buumi peut agir en tant que régent, si le roi est trop jeune, comme ce fut le cas avec Maad a Sinig Ama Diouf Gnilane Faye Diouf, dont l'oncle a été nommé régent jusqu'à ce que Maad Ama Diouf soit devenu vieux. Dans le Siné précolonial, le Buumi prenait habituellement résidence à Somb Rongodior. Dans de nombreux cas, il a été élu par le Maad a Sinig comme son successeur, cependant, le Diaraf et son Conseil noble, décide généralement quel membre de la famille royale réussit au trône. Lorsqu'un Maad a Sinig meurt sans désigner un Buumi, comme ce fut le cas avec Maad a Sinig Mbacké Ndepp Ndiaye, le "thilas" (deuxième ligne pour le trône) peut succéder au trône comme ce fut le cas avec Maad a Sinig Coumba Ndoffène Fandepp Diouf.
Les Buumis étaient très importants dans les royaumes Sérères. Ils avaient leur propre armée et ont également dirigé un fort contingent du pays en temps de guerre. À la Bataille de Fandane-Thiouthioune (18 juillet 1867) aussi connue comme la bataille de Somb, le Buumi Somb commandait l'armée de l'Est du Sine. Au Royaume du Saloum, qui avait une structure politique très semblable au Royaume du Sine, deux des Buumis plus importants sont : le Buumi Kaymor (Buumi des Kaymor) et le Buumi Mandak (Buumi des Mandak). Tous deux ont pris résidence à Kaymor et Mandak (dans le Saloum), respectivement. Dans le Sine, il y avait aussi le Buumi Nguess (Buumi des Nguess) et le Buumi Ndidor (Buumi des Ndidor). Bien qu'ils fussent tous importants, ils ne devraient pas être confondu avec le "Buumi", leur héritier présomptif.